# Oruza ryukyuense
Oruza ryukyuense är en fjärilsart som beskrevs av Tanaka 1980. Oruza ryukyuense ingår i släktet Oruza och familjen nattflyn. Inga underarter finns listade i Catalogue of Life.